# Dalbergia pseudo-ovata
Dalbergia pseudo-ovata är en ärtväxtart som beskrevs av Krishnamurthy Thothathri. Dalbergia pseudo-ovata ingår i släktet Dalbergia, och familjen ärtväxter. Inga underarter finns listade i Catalogue of Life.